# Xã Beale, Quận Juniata, Pennsylvania
Xã Beale (tiếng Anh: Beale Township) là một xã thuộc quận Juniata, tiểu bang Pennsylvania, Hoa Kỳ. Năm 2010, dân số của xã này là 830 người.